# Herbert Giles

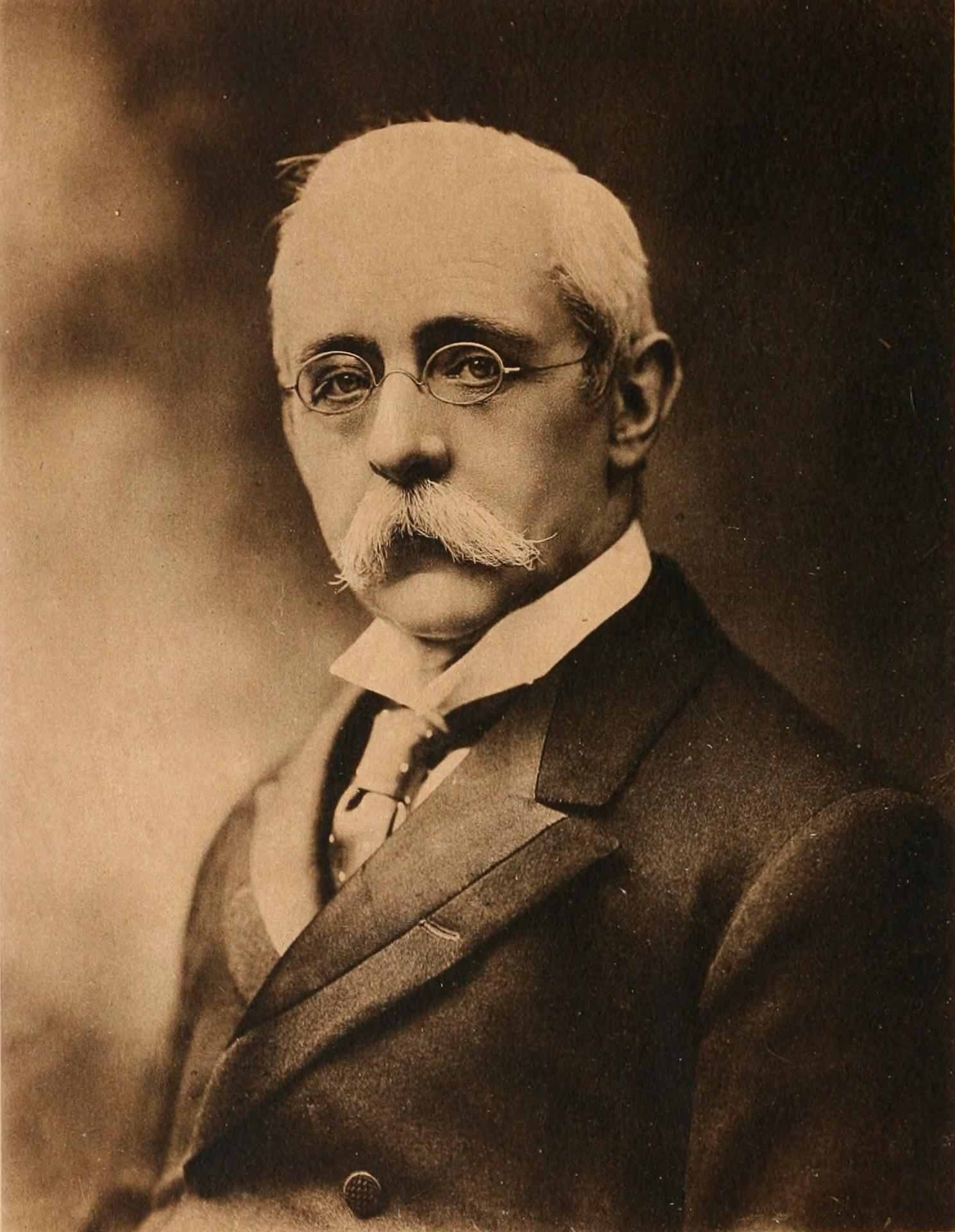
Fotografi av Giles

Herbert Allen Giles, född 8 december 1845 i Oxford, död 13 februari 1935 i Cambridge, var en brittisk sinolog och konsul. Han var son till författaren John Allen Giles. 
Giles utbildades vid den prestigefyllda privatskolan Charterhouse och inträdde 1867 i brittisk konsulatstjänst i Kina där han arbetade fram till 1892. År 1897 efterträdde han Thomas Wade som professor i kinesiska vid universitetet i Cambridge. 
Giles författade en rad arbeten, av vilka de viktigaste är Chinese-English dictionary (1892; 2:a uppl. 1912), det dittills största kinesisk-engelska lexikonet, History of Chinese literature (i Edmund Gosses serie "Short histories of the literatures of the world", 1901) och det prisbelönta Chinese biographical dictionary (1898).
Giles är känd för att ha modifierat Wades kinesiska romaniseringssystem, som sedermera blev känt som Wade-Giles-systemet.